# Josefstädter Kaserne
Die Josefstädter Kaserne („k.k. Kavalleriekaserne“, genannt „(Josefstädter) Reiterkaserne“) befand sich in der Wiener Vorstadt Josefstadt.
Errichtet wurde sie auf einem von der Josefstädter Straße, Albertgasse und Florianigasse begrenzten Grundstück im 8. Wiener Gemeindebezirk. An der Fuhrmannsgasse begrenzte die Rückfront der dort stehenden privaten Häuser die Kaserne.
1772 wurde der Ostteil und 1794 der Westteil des Grundstücks vom Militärärar erworben und nach Plänen von Josef Gerl in eine Kaserne umgestaltet. Dies erfolgte in den Jahren 1772 bis 1777, 1794 folgte eine Erweiterung. Zwar forderte um 1800 der Wiener Magistrat erstmals den Abbruch der Kaserne wegen Brandgefahr, trotzdem wurde 1850–1853 die Kaserne nach einem Abbruch neu errichtet. Die endgültige Demolierung erfolgte 1903–1910 im Zuge der Kasernentransaktion. Als Ersatz wurde von der Heeresverwaltung (k.u.k. Armee) die Breitenseer Kaserne errichtet.